# Habitatge a la plaça Santa Eulàlia, 20 (Esparreguera)
L'Habitatge a la plaça Santa Eulàlia, 20 és una obra d'Esparreguera (Baix Llobregat) inclosa a l'Inventari del Patrimoni Arquitectònic de Catalunya.

## Descripció
Edifici que fa cantonada, estructurat en planta baixa i dos pisos. La façana està tota arrebossada excepte les pedres cantoneres i l'emmarcament de les obertures. L'entrada principal dona a la plaça i és una porta allindada. Sobre seu hi ha tres obertures allargades, totes tres balcons amb pilastres en baix relleu als laterals que suporten un frontó triangular amb mènsules. El balcó del mig té voladís, a diferencia dels altres dos. Al segon pis hi ha un balcó al centre amb una finestra a banda i banda; totes tres tenen una motllura a la part superior. La façana està coronada per un petit frontó a la part central.